# Assut de Xerta
L'Assut de Xerta és una presa construïda en diagonal de banda a banda del riu Ebre al llarg d'uns 375 metres. La seva funció és la de desviar l'aigua cap als canals de la Dreta i de l'Esquerra de l'Ebre. Està situat a tres quilòmetres riu amunt de la vila de Xerta, ubicada entre els termes municipals de Xerta (al marge dret) i Tivenys (al marge esquerre), a la comarca del Baix Ebre.
Va ser declarat Bé Cultural d'Interès Nacional en la categoria de Monument Històric l'any 2002, però anul·lat per sentència del Tribunal Suprem del 2005. Actualment, està protegit com a Bé Cultural d'Interès Local.

## Descripció
El monument consta de la presa o resclosa, l'assut pròpiament dit, i les seves construccions annexes: els espigons, l'antiga fàbrica de farina i el molí.
La presa o resclosa està construïda en diagonal sobre el riu Ebre. Té una longitud de 310 m, una amplada de 3,50 m en coronació i de 35 m en la fonamentació, i una alçada de 6 m. La seva distribució en diagonal constitueix un aspecte singular d'aquest assut, ja que la majoria dels assuts són perpendiculars als marges del riu. La fonamentació de l'estructura ha perdurat al llarg dels anys. La seva disposició geomètrica en planta permet la derivació per cada marge dels cabals necessaris per al rec. Tota l'aigua que no es deriva cap als canals de la Dreta i l'Esquerra i a la central hidroelèctrica és evacuada per un gran sobreeixidor central. Aquest sobreeixidor abasta tota la longitud de la presa i dona un aspecte majestuós a l'obra. En cada estrep de l'assut se situen les comportes, que s'utilitzen per obrir o tancar els períodes de rec. També s'usen si per avaria o per altres causes (per exemple quan hi ha una gran avinguda) cal deixar secs els canals que alimenta l'assut.

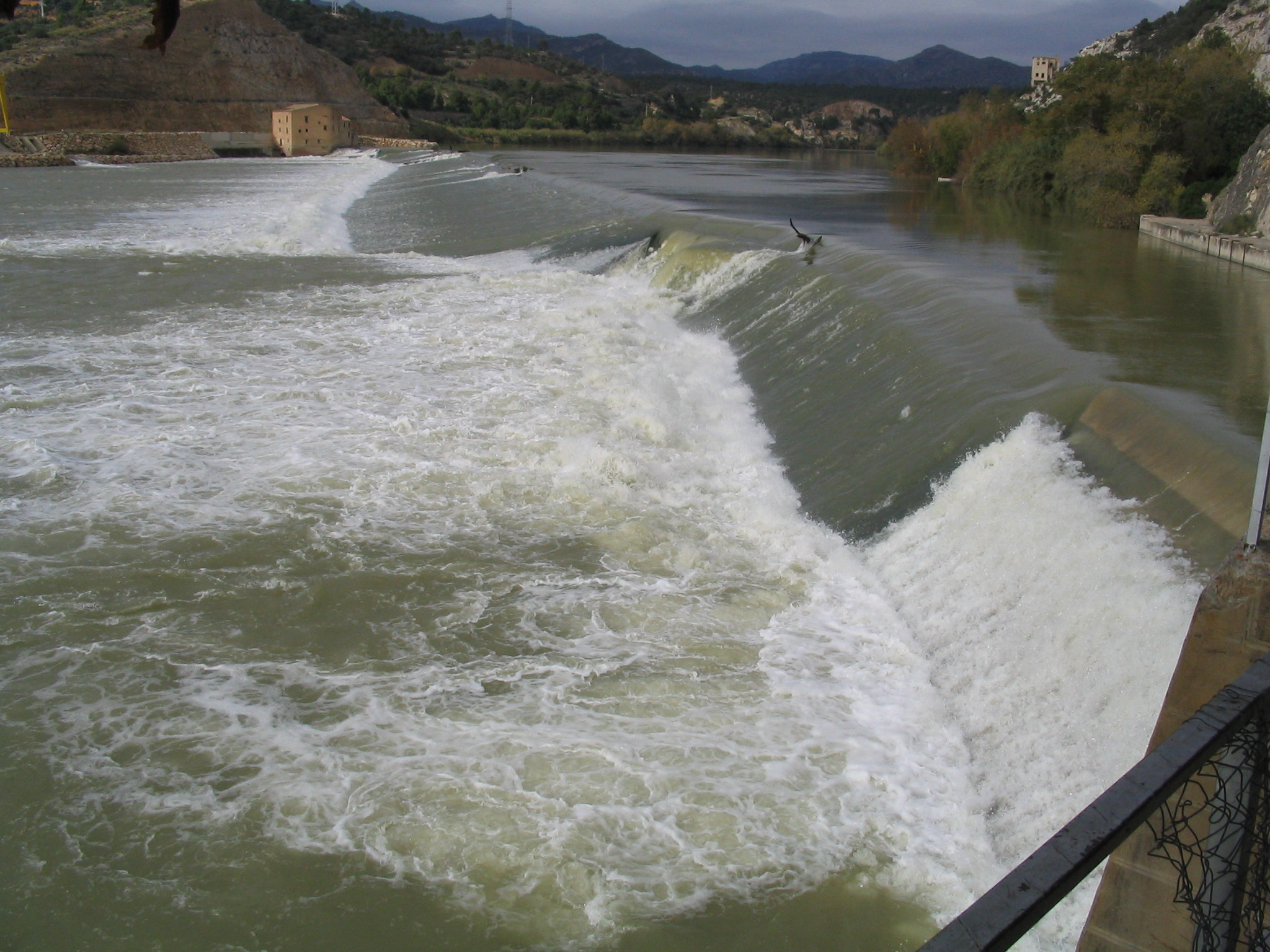
Vista del salt de l'Assut de Xerta, des de la part de Tivenys en un període cabalós de l'Ebre.

L'edifici del molí, adjacent a l'assut, en el seu marge dret, encara es conserva i presenta una base de carreus ben treballats, amb una làpida esculpida que porta al centre les armes de la ciutat de Tortosa i a cada costat una llegenda al·lusiva a la seva data de construcció (1575), amb els noms dels procuradors i els notaris. Ha estat reformat moltes vegades fins que a finals del segle xix va usar-se com a central elèctrica. A dins s'hi pot admirar el sistema de transformació de l'energia hidràulica en mecànica i posteriorment en elèctrica, amb les seves rodes dentades i turbines. El molí i les seves instal·lacions annexes (el canal de captació, el de sortida i les rodes dentades) són elements d'interès que pertanyen al darrer terç del segle xvi. És un dels escassos edificis industrials exemplars de l'època del Renaixement de Catalunya.
Un altre edifici que es pot considerar com a instal·lació complementària i annexa a l'Assut, testimoni de la seva importància secular, és el situat al marge esquerre, conegut com a Farinera dels germans Gonzàlez, del qual només resten dempeus les façanes de pedra de maçoneria i totxo que conserven la forma original.

## Història
La paraula Assut vol dir presa, contenció. Existeix la hipòtesi que els romans van fer una resclosa on avui hi ha l'Assut per dificultar el tràfec fluvial per l'Ebre. També és merament hipotètica la idea segons la qual el primer assut, la primera temptativa d'elevació de l'Ebre per poder canalitzar l'aigua a séquies de reg, tot i que fet rudimentàriament, va ser l'any 944 dC. Per tant, hi ha qui fixa els primers intents de desviar l'aigua de l'Ebre en plena dominació islàmica, hi ha qui pensa que la iniciativa fou continuada a mitjan segle xii i també es pensa que la iniciativa no es consolidà fins al 1411, sota la direcció del morisc Mussà Alamí.

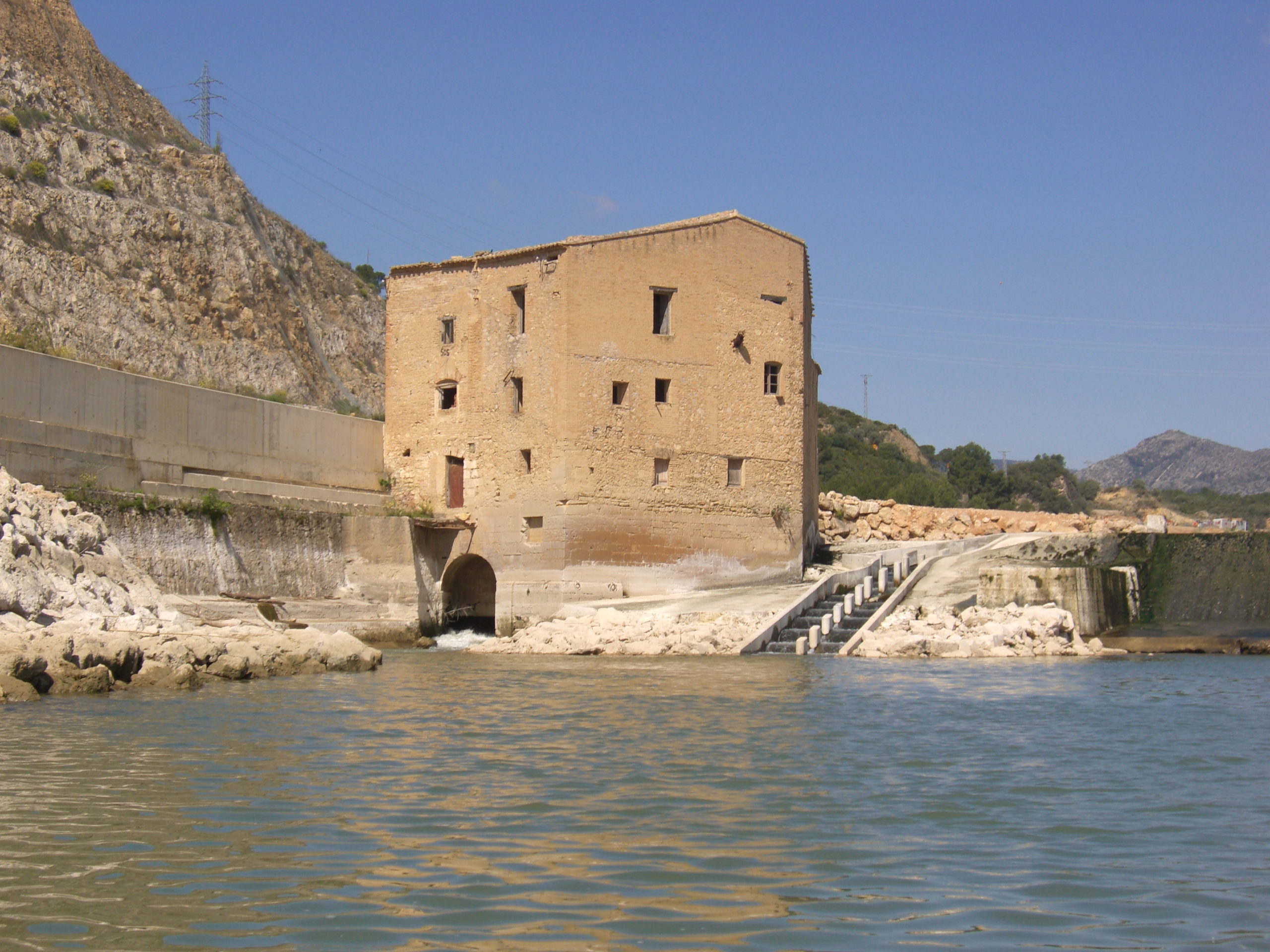
Molí fariner a l'Assut, al terme de Xerta (1575).

En tot cas, és a partir del 1440 quan se'n té notícia més certa: l'assut medieval va ser construït pels mestres tortosins Domingo Xies, Antoni Alcanyiç i Bernat Gual, amb la prestació de treball de gairebé tota la població de l'actual comarca del Baix Ebre, i amb l'assessorament tècnic de diversos mestres, del territori i forasters. Encara que ja inicialment es preveia que servís per a treure aigua de l'Ebre per dos canals, això no s'aconseguí fins quatre-cents anys després. Durant aquest temps l'Assut només serví per a moure uns molins fariners situats al costat de Xerta i al de Tivenys. Tot i això, en aquests segles va esdevenir un important centre econòmic controlat per la ciutat de Tortosa.
Vora l'assut, a la part de Tivenys, sobre una elevació del marge esquerre que domina el riu, s'hi ha descobert un poblat ibèric (segle vi aC) excavat en diferents campanyes arqueològiques des de l'any 2000, on sobresurten les restes d'una gran torre defensiva, de tipologia única a Catalunya, probablement destruïda cap a l'any 200 aC amb l'ocupació romana.
El canal de la Dreta fou inaugurat el 1857 i requerí una primera regularització i elevació de la cresta de l'Assut mentre que el de l'esquerra s'inaugura l'any 1912. Fou llavors, a mitjans del segle xix, quan se li donà la imatge que té actualment, amb la intervenció que realitzà el senyor Jules Carvallo, el qual treballava per a la Real Compañia de Canalización y Riegos del Ebro. El 1855-57, a l'inici del canal de la dreta es va construir una resclosa per facilitar la navegació del riu, principalment de mercaderies. Aquesta és la mateixa resclosa que es fa servir actualment per a la navegació turística. Cal esmentar entre les mercaderies transportades per l'Ebre, els rais carregats de fusta que baixaven des dels Pirineus fins a les serradores de Tortosa o els llaguts carregats de pòrtland i guix provinents de les fàbriques de ciment de l'Assut.
Al marge dret destaca l'important Molí fariner de l'Assut que utilitzava el sistema de regolf per moure els seus mecanismes, d'època renaixentista, que fou construït per la ciutat de Tortosa l'any 1575. És de les poques construccions industrials renaixentistes conservades a Catalunya i el seu constructor va ser el mestre Macià Pellicer. A principis del segle xx s'instal·là una fàbrica d'electricitat en aquest molí, la qual fou modernitzada l'any 1918. Pràcticament només subministrava electricitat a Xerta i Aldover. En l'actualitat s'està debatent la seva restauració, ja que es troba en mal estat de conservació. El Molí de l'Assut fou declarat Bé Cultural d'Interès Local en 2008.
En els últims anys es va instal·lar una central hidroelèctrica que va provocar un fort impacte visual a tot l'entorn de l'Assut. La companyia concessionària de l'aprofitament elèctric, la comunitat de Regants de l'Esquerra i el Ministeri de Medi Ambient van interposar recurs contenciós administratiu contra la primera decisió del Govern de la Generalitat de declarar l'Assut Bé Cultural d'Interès Nacional el 1995. El 14 de setembre de 2005, la sala del contenciós administratiu del Tribunal Superior de Justícia de Catalunya va deixar-ne la declaració sense efecte. L'any 2008 es va construir vora l'assut el punt de captació d'aigües per al canal de reg Xerta-Sénia i una torre d'equilibri de 50 metres d'alçada.